# Ebba With
Ebba Augusta With Bræstrup (* 15. Januar 1908 in Kopenhagen; † 4. März 1993 ebenda) war eine dänische Schauspielerin.

## Leben

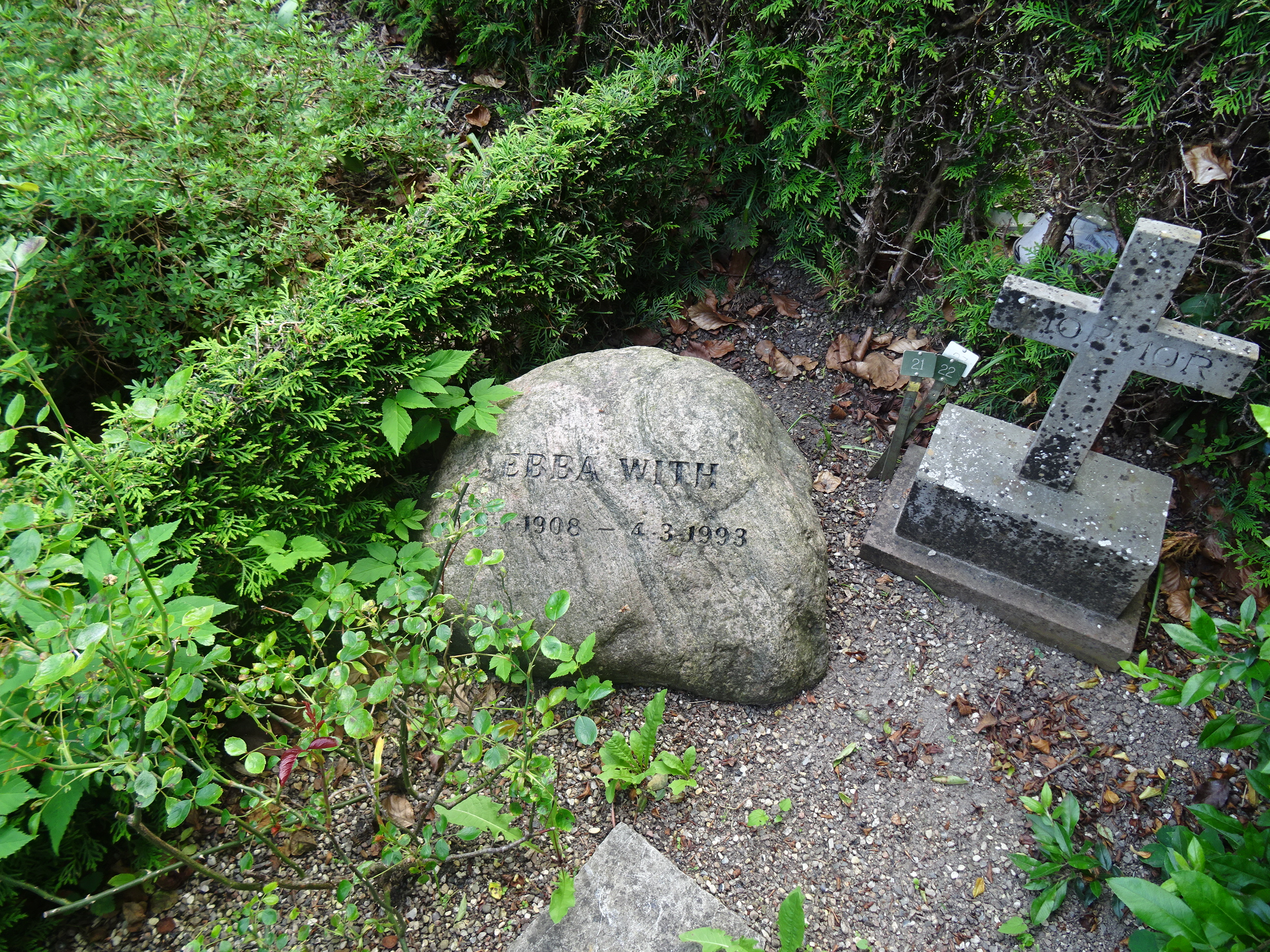
Grab von Ebba With auf dem Holmens Kirkegård in Østerbro in Kopenhagen.

Ebba With wuchs in Kopenhagen auf, wo sie zeitlebens wohnte.
Nach ihrem Schulabschluss absolvierte sie von 1927 bis 1932 ihre Schauspielausbildung an der Eleveskole des Königlichen Theaters Kopenhagen, wo sie am 4. Februar 1932 auch ihr Bühnendebüt als Darstellerin hatte. Als Bühnendarstellerin wirkte sie in zahlreichen Theaterstücken wie beispielsweise in Hamlet, Maria Stuart, Onkel Wanja oder in Das Tagebuch der Anne Frank mit, aber auch in vielen Musicals, Ballett-Aufführungen, Varieté-Shows und in Kabarett-Programmen, so unter anderem auch am Folketeatret, am Odense Teater, am Aarhus Teater, am Betty-Nansen-Theater, am Frederiksberg-Theater oder am Theater Helsingør. In ihrer rund sechs Jahrzehnte lang andauernden Karriere wirkte sie als Schauspielerin vor der Kamera von 1936 bis 1989 in mehr als 40 Film-und-Fernsehproduktionen mit. Eine ihrer letzten Rollen spielte sie im Jahr 1987 in dem Film Babettes Fest. Im Jahr 1990 zog sie sich aus dem Rampenlicht zurück.
With heiratete am 22. Dezember 1936 auf Schloss Christiansborg den Zoologen Frits Wimpffen Bræstrup. Die Ehe blieb kinderlos und wurde im Jahr 1947 wieder geschieden. Sie starb am 4. März 1993 im Alter von 85 Jahren. Ihre Grabstätte befindet sich auf dem Kopenhagener Holmens-Kirkegard.

## Filmografie (Auswahl)
- 1940: Sørensen und Rasmussen
- 1944: Biskoppen
- 1947: Mein Name ist Petersen
- 1950: Shakespeare und Kronberg
- 1962: Friederike
- 1965: Krista
- 1965: Ich, eine Frau
- 1965: Kaliber 7,65 – Diebesgrüße aus Kopenhagen
- 1966: Untreue
- 1968: Missbraucht
- 1968: Wie ein Hirschberger Dänisch lernte
- 1975: Familie Gyldenkal
- 1977: Ein Haus in der Provinz (Fernsehserie, 1 Folge)
- 1980: Die Leute von Korsbaek (Fernsehserie, 1 Folge)
- 1987: Babettes Fest
- 1989: Christian